# Marian Tumler

Hochmeisterwappen des Deutschen Ordens

Marian Joseph Tumler (* 21. Oktober 1887 bei Schlanders; † 18. November 1987 in Wien) war ein österreichischer Theologe und 1948 bis 1970 der Hochmeister des Deutschen Ordens.

## Leben
Joseph Tumler wurde auf dem seit über einem Jahrhundert im Besitz der Familie befindlichen Hof „Kopf am Egg“ am Nördersberg bei Schlanders in Südtirol geboren. Seit 1889 das Johanneum in Dorf Tirol besuchend, trat er 1903 in den Deutschen Orden ein, wo er am 8. Dezember 1904 als Frater Marian die einfachen und am 14. September 1909 die ewigen Gelübde ablegte.
Nachdem er in Bozen das Studium der Theologie absolviert hatte, weihte ihn Fürstbischof Dr. Josef Altenweisel am 29. Juni 1910 in der Propsteikirche Bozen zum Priester. Von 1915 bis 1916 als Kooperator in Sarnthein wirkend, studierte er 1916/17 in Innsbruck Geographie und Geschichte. Doch musste er sein Studium unterbrechen und lehrte von 1918 bis 1920 am Gymnasium der Englischen Fräulein in Meran Geschichte, Religion und Geographie. Nachdem er 1920/21 sein Studium erneut in Innsbruck aufnahm, promovierte er am 11. März 1922.
1923 als Vikar nach St. Elisabeth (Kirche der Kommende Wien) nach Wien berufen, wurde er zweiter Archivar des Ordens und am 1. Februar 1925 Prosynodalrichter des Metropolitangerichts der Erzdiözese Wien. Von 1927 bis 1931 war er auch am kirchlichen Ehegericht der Apostolischen Administratur Burgenland tätig.
Nachdem er im Orden am 29. Mai 1925 zum Großkapitular gewählt worden war, gelangte er 1930 durch die Wahl des Generalkapitels zum zweiten Generalrat und 1933 zum ersten Generalrat. Hiermit war er der Stellvertreter des Hochmeisters.
Am 11. Januar 1933 übernahm er die Leitung des Ordensarchivs und wurde am 30. April 1938 durch den Hochmeister außerdem zum stellvertretenden Landkomtur von Österreich ernannt. Im Archiv leistete Tumler eine enorme Arbeit. Er ordnete und registrierte nicht weniger als 12.000 Urkunden und stellte 1938 eine Arbeit über den Deutschen Orden bis 1400 fertig, die jedoch, bedingt durch den Krieg, erst 1955 veröffentlicht werden konnte.
Seit Ende 1938 hatte Tumler verschiedene seelsorgliche Positionen inne, bis er 1943 die Vertretung des Spitalkaplans von Friesach übernahm. Als der Hochmeister nach dem Zweiten Weltkrieg weitgehend handlungsunfähig war, ruhte die Verantwortung auf ihm. So erreichte er 1947 die Rückgabe des österreichischen Ordensbesitzes, zu welchem auch Archiv und Schatzkammer gehörten.
Nach dem Tode des Hochmeisters als Generalvikar amtierend, wurde er am 10. Mai 1948 in Lana selbst zum Hochmeister gewählt. Bereits zwei Tage später erhielt er die Abtsbenediktion.
Die Hochmeisterjahre Tumlers waren Aufbaujahre. Gestaltete sich der Aufbau in Osteuropa auch als besonderes Problem, so konnte 1949 ein Brüderkonvent in Darmstadt errichtet und damit der Grundstein zur Deutschen Brüderprovinz gelegt werden. Tumler gehörte auch zu den Ordensoberen, die am 2. Vatikanischen Konzil teilnahmen.
Im Versuch, den Orden zeitgemäß zu gestalten, folgte er dem Aufruf des Papstes und gründete 1963 eine Missionsstation in Schweden. Bereits 1965 gelang ihm die Anerkennung des Familiareninstitutes, dem nun bedeutende Persönlichkeiten wie Konrad Adenauer beitraten.
Nachdem er seine Ordensgemeinschaft durch die stürmische Zeit des Konzils und der Nachkonzilszeit geführt hatte, trat er am 6. Oktober 1970 zurück. Die folgenden 17 Jahre seines Lebens verlebte er als Pater Marian in Wien, wo er am 18. November 1987 verstarb.